# Miloš Milutinović
Miloš Milutinović (cirílico serbocroata: Милош Милутиновић) (nacido en 5 de febrero de 1933 en Bajina Bašta, Serbia; fallecido el 28 de enero de 2003 en Belgrado, Serbia) fue un futbolista y entrenador serbio.

## Trayectoria
A lo largo de su carrera jugó para el FK Bor, FK Partizan Belgrado, Omladinski Belgrado, Bayern Munich, y los clubes parisinos Racing de Francia y Stade Français. En la temporada 1955-56 marcó dos goles en el partido inaugural de la primera edición de la Copa de Europa de fútbol, un empate 3-3 entre el Partizan y el Sporting de Portugal de Lisboa, y posteriormente marcó cuatro goles en el partido de vuelta, que el Partizan ganó 5-2. En la vuelta de los cuartos de final Milutinovic marcó dos goles más en una victoria por 3-0 sobre el Real Madrid CF insuficiente para remontar el 4-0 que les había endosado el club merengue en la ida.   

## Clubes

### Como jugador
| Equipo               | País       | Temporadas | Partidos | Goles | Promedio |
| -------------------- | ---------- | ---------- | -------- | ----- | -------- |
| FK Partizan Belgrado | Yugoslavia | 1952-1959  | 87       | 45    | ?        |
| OFK Belgrado         | Yugoslavia | 1959-1960  | 8        | 9     | 0.48     |
| Bayern Munich        | Alemania   | 1960-1961  | 20       | 5     | ?        |
| Racing de París      | Francia    | 1961-1963  | 74       | 32    | ?        |
| Stade Français       | Francia    | 1963-1965  | 52       | 8     | 0.48     |
| OFK Belgrado         | Yugoslavia | 1968-1969  | 20       | 4     | ?        |
| Total                | Total      | Total      | 261      | 103   | 0.48     |

### Como entrenador
| Club                 | País                 | Año       |
| -------------------- | -------------------- | --------- |
| OFK Belgrado         | Yugoslavia           | 1966-1967 |
| FK Dubočica          | Yugoslavia           | 1969-1970 |
| Proleter Zrenjanin   | Yugoslavia           | 1970-1971 |
| Atlas de Guadalajara | México               | 1975-1976 |
| Beşiktaş JK          | Turquía              | 1977-1978 |
| Velež Mostar         | Bosnia y Herzegovina | 1980-1982 |
| FK Partizan Belgrado | Yugoslavia           | 1982-1984 |
| Selección nacional   | Yugoslavia           | 1984-1985 |
| Beşiktaş JK          | Turquía              | 1986-1987 |
| Altay SK             | Turquía              | 1987-1988 |

## Palmarés
En total, marcó 231 goles en 213 partidos para el Partizan, con el que ganó una Copa de Yugoslavia. Posteriormente fichó por el Omladinski, período en el que tuvo que operarse por unos problemas pulmonares y, posteriormente, el Bayern. Pasó una sola temporada en Alemania antes de marchar a París. En 1965 volvió a Yugoslavia, fichando por el Omladinski, en el que se retiró al término de la temporada.
En 1951 Milutinovic fue nombrado mejor jugador del Europeo juvenil de 1951, en el que la selección yugoslava se proclamó campeona. Debutó con la selección absoluta el 21 de mayo de 1953 en una victoria por 5-2 sobre Gales. A lo largo de los siguientes cinco años sumó 33 partidos en los que marcó 16 goles, participando en los Mundiales de 1954 y 1958. 

## Trayectoria como director técnico
Tras retirarse comenzó una carrera, haciéndose cargo del Dubočica Leskovac, Proleter Zrenjanin, Atlas, Beşiktaş JK (1977-78, 1986-87), FK Velež Mostar, Partizan Belgrado (1982-84, 1990-91) y la selección yugoslava (1984-85).
Era hermano del famoso entrenador Bora Milutinović y Milorad Milutinović, compañero de selección en el Mundial de 1958.